# 江口智美
江口 智美（えぐち さとみ）は、日本の教育者・家政学者（調理科学・食品物性学）。博士（環境人間学）（兵庫県立大学・2015年）。静岡県立大学食品栄養科学部講師・大学院食品栄養環境科学研究院講師。
愛知県公立中学校教諭、山形県立米沢栄養大学健康栄養学部講師などを歴任。

## 概要
専門は、調理科学・食品物性学。饂飩など澱粉を混合した食品の物性や咀嚼性、および、嗜好性の関連についての研究で知られる。愛知県公立中学校教諭を経て、山形県立米沢栄養大学・静岡県立大学などで教鞭を執った。

## 来歴

### 生い立ち
奈良女子大学に進学し、生活環境学部生活環境学科食物科学専攻に在籍、2004年（平成16年）3月、同大学卒業に伴い、学士（生活環境学）の学位を取得。
愛知県教育委員会に採用され、2004年（平成16年）4月より公立中学校教諭として、中学校で家庭を講じた。2009年（平成21年）4月からは愛知県公立中学校や兵庫県公立高等学校で、それぞれ非常勤の講師を務めるとともに、兵庫県立大学大学院環境人間学研究科に進学した。2012年（平成24年）3月、兵庫県立大学大学院博士前期課程修了に伴い、修士（環境人間学）の学位を取得。

### 家政学者として
2014年（平成26年）4月、山形県立米沢栄養大学健康栄養学部の助教に就任。その傍ら、引き続き、兵庫県立大学大学院環境人間学研究科で学んだ。2015年（平成27年）3月、博士後期課程修了に伴い、博士（環境人間学）の学位を取得。2018年（平成30年）4月、山形県立米沢栄養大学の健康栄養学部講師に昇任。その傍ら、2018年（平成30年）から山形県開発審査会委員を兼任。
2021年（令和3年）4月、静岡県立大学食品栄養科学部講師に就任、主として栄養生命科学科の講義を担当、調理科学研究室を受け持った。同時に、静岡県立大学大学院食品栄養環境科学研究院講師を兼務。静岡県立大学の大学院の一部には研究院・学府制が導入されていることから、大学院では主として薬食生命科学総合学府の講義を担当した。

## 研究
専門は家政学。特に、調理科学や食品物性学といった分野の研究に従事。具体的には、饂飩をはじめとする澱粉を混合した食品に着目、その物性や咀嚼性、嗜好性の関連について研究した。また、アルファ化米に着目、その米粉の酵素分解性について研究した。さらに、揚げ物に着目、酸化チタンの板を用いて調理した際の食味と物性について研究した。また、山形県庁が展開した減塩食育プロジェクト事業に参画し、2014年（平成26年）から2017年（平成29年）にかけてプロジェクトメンバーを務めた。
2012年（平成24年）10月13日開催の日本家政学会関西支部研究発表会にて、若手優秀発表賞を受賞した。2017年（平成29年）、「澱粉混合系食品の物性と咀嚼性及び嗜好性との関連に関する研究」に対して、日本調理科学会から奨励賞が授与された。
日本調理科学会、日本家政学会・日本食品科学工学会・日本食品工学会に所属。

## 略歴
- 2004年 - 奈良女子大学生活環境学部卒業[4]。
- 2004年 - 愛知県公立中学校教諭[3]。
- 2012年 - 兵庫県立大学大学院環境人間学研究科博士前期課程修了[4]。
- 2014年 - 山形県立米沢栄養大学健康栄養学部助教[3]。
- 2015年 - 兵庫県立大学大学院環境人間学研究科博士後期課程修了[4]。
- 2018年 - 山形県立米沢栄養大学健康栄養学部講師[3]。
- 2018年 - 山形県開発審査会委員[5]。
- 2021年 - 静岡県立大学食品栄養科学部講師[3]。
- 2021年 - 静岡県立大学大学院食品栄養環境科学研究院講師。

## 賞歴
- 2012年 - 日本家政学会関西支部研究発表会若手優秀発表賞[7][8]。
- 2017年 - 日本調理科学会奨励賞[8][9]。

## 著作

### 寄稿、分担執筆、等
- 『高齢者用食品の開発と市場動向』シーエムシー出版、2019年。ISBN 978-4-7813-1408-2
- 松本美鈴・平尾和子編著『新調理学プラス——健康を支える食事を実践するために』光生館、2020年。ISBN 978-4-332-05043-8
- 小川宣子・真部真里子編著『調理学実験書——おいしさのメカニズムを探る』光生館、2021年。ISBN 978-4-332-05044-5

### 註釈
1. ↑  奈良女子大学は、2004年に国から国立大学法人奈良女子大学に移管された。
2. ↑  兵庫県立大学は、2013年に兵庫県から公立大学法人兵庫県立大学に移管された。